# Imri Ziw
Imri Ziw, znany również jako IMRI (hebr. ‏אימרי זיו‎; ur. 12 września 1991 w Hod ha-Szaron) – izraelski piosenkarz, reprezentant Izraela w 62. Konkursie Piosenki Eurowizji (2017).

## Życiorys

### Wczesne lata
Urodził się 12 września 1991 w Hod ha-Szaron w rodzinie o rumuńsko-żydowskich i ukraińsko-żydowskich korzeniach. Zainteresowanie śpiewaniem wykazywał już jako dwuletnie dziecko.
Ukończył Ilan Ramon High School, studiował też nauki komunikacji na Interdisciplinary Center w Herclijji oraz uczył się w szkole aktorskiej.

### Kariera
W 2012 wziął udział w przesłuchaniach do pierwszej edycji programu The Voice Israel. Podczas „przesłuchań w ciemno” zyskał przychylność dwóch trenerów i ostatecznie dołączył do drużyny Ramiego Kleinsteina. Odpadł na etapie „bitew”. W latach 2015–2016 wspierał wokalnie Nadava Guedja i Hoviego Stara podczas 60. i 61. Konkursu Piosenki Eurowizji. W 2016 użyczył głosu w hebrajskojęzycznej wersji filmu Trolle. 
W 2017 wziął udział w izraelskich selekcjach eurowizyjnych Ha-Kochaw ha-Ba le-Erowizjon. W lutym wygrał finał eliminacji, dzięki czemu został wybrany na reprezentanta Izraela w 62. Konkursie Piosenki Eurowizji organizowanym w Kijowie. 9 marca zaprezentował swój konkursowy utwór, „I Feel Alive”. 11 maja wystąpił z ostatnim, 18. numerem startowym w drugim półfinale konkursu i trzeciego miejsca awansował do finału rozgrywanego 13 maja. Wystąpił w nim jako pierwszy w kolejności i zajął dwudzieste trzecie miejsce z 39 punktami na koncie w tym 5 punktów od telewidzów (22. miejsce) i 34 pkt od jurorów (21. miejsce). 
3 marca 2019 wydał singel „Imrico”. W maju 2020 wystąpił w projekcie Eurovision Home Concerts, w którym wykonał „I Fell Alive” i cover kompozycji „Grande amore” włoskiego zespołu Il Volo. 